# Жукув (Буський повіт)
Жукув (пол. Żuków) — село в Польщі, у гміні Солець-Здруй Буського повіту Свентокшиського воєводства.
Населення — 189 осіб (2011).
У 1975-1998 роках село належало до Келецького воєводства.

## Демографія
Демографічна структура на день 31 березня 2011 року:
|          | Загалом | Допрацездатний вік | Працездатний вік | Постпрацездатний вік |
| -------- | ------- | ------------------ | ---------------- | -------------------- |
| Чоловіки | 94      | 24                 | 56               | 14                   |
| Жінки    | 95      | 22                 | 51               | 22                   |
| Разом    | 189     | 46                 | 107              | 36                   |